# 218省道 (安徽省)
安徽省道218，为原 柘无路的巢湖-高沟段，是安徽省省道之一。 218省道起于合肥市巢湖市天河街道，连接 沪安线，终于芜湖市无为县高沟镇，抵达长江北岸。途经巢湖市、无为县。